# 范氏副葉鰺
范氏副葉鰺（学名：Alepes vari），又名大尾鰺、甘仔魚，为輻鰭魚綱鱸形目鱸亞目鰺科副葉鰺屬下的一个种，為熱帶魚類，分布於印度太平洋海域及半鹹水域，棲息在沿岸礁石區淺水域，成群活動，以蝦子、橈腳類、十足類等為食，可做為食用魚。

## 命名
本物種最早於1833年，由法國博物學家喬治·庫維爾（Georges Cuvier）首先以科學地描述了該物種。將這種物種命名為Caranx vari，該物種後來於1983年被Gushiken轉移到了Alepes屬。

## 特徵
本魚體呈卵形而側扁，吻尖，具脂肪性眼瞼，具2個背鰭，第1被具8枚硬棘，第2背鰭具24-27枚軟條，臀鰭20-23枚軟條，體上部的灰藍色，褪色到體下部的銀白色，在鰓蓋的邊緣有一個瀰漫的暗色斑點。除了第一背鰭蒼白色外，其餘魚鰭是暗色，體長可達56公分。

## 扩展阅读
- 維基物種上的相關：范氏副葉鰺
- Herring scad at Fishbase （页面存档备份，存于）
- Zipcode Zoo page